# François Dupeyron
François Dupeyron (Tartas, 14 de agosto de 1950 - París, 25 de febrero de 2016) fue un escritor y director de cine francés.

## Carrera
Diplomado en el IDHEC, fue cofundador junto a Mireille Abramovici, Jean-Denis Bonan, Richard Copans y Guy-Patrick Sainderichin, del colectivo de cine militando en el Cinélutte de la extrema izquierda (1973-1976).
En el Festival Internacional de Cine de Cannes de 2009, recibió el « prix France Culture Cinéma », otorgado a una personalidad cinematográfica por la calidad de su trabajo o la fuerza de su compromiso. Lo han recibido cinco personas hasta la fechaː Alain Cavalier (2006), Rithy Panh (2007), Sandrine Bonnaire (2008), François Dupeyron (2009) y Ronit Elkabetz (2010).
Fue compañero de Dominique Faysse, actriz de algunas de sus películas, después editora de sus largometrajes desde El pabellón de los oficiales y coguionista de Un extraño lugar para un encuentro.
François Dupeyron también es el guionista de todas sus películas, a excepción de Un regalo para ella de la que asumió la dirección después de la muerte de Claude Berri. Aparte de esto, también está acreditado como coguionista de tres películas: con Nicole Garcia en 1994 por Le Fils préféré, con Frédéric Auburtin y Gérard Depardieu en 1999 por Un pont entre deux rives, y con Yves Angelo en 2015 por Au plus près du soleil.
Es autor de diferentes novelas, entre las cuales destaca Clandestino (Actes Sud, 2004) y Chacun pour soi, Dieu s’en fout (Editions Léo Scheer, 2009), que feu llevada al cine en 2013 con el título Mon âme par toi guérie.
François Dupeyron murió después de una larga enfermedad el 25 de febrero de 2016 a los 65 anys.

## Filmografía

### Director

#### Cortometrajes
- On est toujours trop bonne (1982)
- La Dragonne (Grand Prix ex-aequo ambc Au fin porcelet de Roy Lekus en el Festival Internacional del Cortometraje de Clarmont)  (1982)
- La Nuit du hibou (César al mejor cortometraje documental) (1984)
- Lamento (César al mejor cortometraje de ficción) (1988)
- L'@mour est à réinventer, episodio: Et alors (1996)
- Pas d'histoire ! Regards sur le racisme au quotidien, episodio: Poitiers, voiture 11 (2002)

#### Largometrajes
- 1988: Un extraño lugar para un encuentro (Drôle d'endroit pour une rencontre)
- 1991: Un cor que batega
- 1994: La máquina, sobre la novela de René Belletto
- 1999: ¿Qué es la vida? (C'est quoi la vie ?)
- 2001: El pabellón de los oficiales (La Chambre des officiers)
- 2003: El señor Ibrahim y las flores del Corán (Monsieur Ibrahim et les fleurs du Coran)
- 2004: Clandestino (Inguélézi)
- 2008: Aide-toi, le ciel t'aidera
- 2009: Un regalo para ella (Trésor)
- 2013: Mon âme par toi guérie (prix du Syndicat français de la critique de cinéma.)

### Guionista
François Dupeyron és guionista de totes les seves pel·lícules, llevat Trésor.
- 1994: Le Fils préféré de Nicole Garcia - coguionista
- 1998: Un puente entre dos ríos (Un pont entre deux rives) de Fred Auburtin y Gérard Depardieu - coguionista
- 2015: Au plus près du soleil de Yves Angelo - coguionista

## Teatro
- 1976: La Nuit, les clowns de Yves Heurté, Petit Odéon
- 2009: Conversations à Rechlin, llibret de François Dupeyron, música de Franz Schubert, Robert Schumann, Ernst Wilhelm Wolf, Comédie de Genève

## Publicaciones
- Jean qui dort, Fayard, 2002
- Inguélézi, Actes Sud, 2004 ISBN 978-2-7427-5138-9
- Le Grand Soir, Actes Sud, 2006 (réimp. 2009)
  - récit sur Gustave Courbet et la Commune de Paris (1871)
- Chacun pour soi, Dieu s'en fout, Éditions Léo Scheer, 2009
- Où cours-tu Juliette ?, Éditions Léo Scheer, 2010

## Premios y distinciones

### Premios
- 1990: Premio de la Ayuda a la Creación de la Fondation Gan pour le cinéma por Un cor que batega
- Césars 1985: César al mejor cortometraje documental por La Nuit du hibou
- Césars 1989: César al mejor cortometraje de ficción por Lamento
- Festival Internacional de Cine de San Sebastián 1999 : Concha de Oro por C'est quoi la vie?

### Nominaciones
- Césars 1979: César al mejor cortometraje de ficción por L'Ornière
- Césars 1989: César a la mejor ópera prima por Drôle d'endroit pour une rencontre
- Césars 1989: César al mejor guion original o adaptación por Drôle d'endroit pour une rencontre
- Césars 2002: César a la mejor película por La Chambre des officiers
- Césars 2002: César al mejor director por La Chambre des officiers
- Césars 2002: César al mejor guion original o adaptación por La Chambre des officiers